# Brelan d'as (film, 1937)
Pour les articles homonymes, voir Brelan d'as.
Pour plus de détails, voir Fiche technique et Distribution.
Brelan d'as (You Can't Have Everything) est un film américain réalisé par Norman Taurog, sorti en 1937.

## Synopsis
Judith Poe Wells (Alice Faye) est une future dramaturge sans le sous et après un repas dans un restaurant qu'elle ne peut pas régler, elle rencontre George Macrae (Don Ameche). Ce dernier est un auteur de comédies musicales, qui a beaucoup de succès et qui tombe amoureux de Judith. Il lui propose de jouer dans sa prochaine pièce.

## Fiche technique
- Titre original : You Can't Have Everything
- Titre français : Brelan d'as
- Réalisation : Norman Taurog
- Scénario : Karl Tunberg, Harry Tugend et Jack Yellen d'après une histoire de Gregory Ratoff
- Photographie : Lucien N. Andriot
- Société de production : 20th Century Fox
- Pays d'origine : États-Unis
- Format : Noir et blanc - 1,37:1 - Mono
- Genre : Comédie romantique et film musical
- Date de sortie : 1937

## Distribution
- Alice Faye : Judith Poe Wells
- The Ritz Brothers : Eux-mêmes
- Don Ameche : George Macrae
- Charles Winninger : Sam Gordon
- Gypsy Rose Lee : Lulu Riley
- David Rubinoff : Lui-même
- Arthur Treacher : Bevins
- Tony Martin : Bobby Walker
- Phyllis Brooks : Evelyn Moore
- Wally Vernon : Jerry
- Louis Prima : Chef d'orchestre
- Jed Prouty : M. Whiteman
- Dorothy Christy : Blonde
- Si Jenks : le portier d'YCMA